# Aricoris aurinia
Aricoris aurinia is een vlindersoort uit de familie van de prachtvlinders (Riodinidae), onderfamilie Riodininae.
Aricoris aurinia werd in 1863 beschreven door Hewitson.